# アゼルバイジャン国立美術館
アゼルバイジャン国立美術館は、アゼルバイジャンの首都バクーにある美術館である。

## 沿革
1920年、国立美術館として創設された。

## コレクション
スタス・スパーニン、イヴァン・シーシキンといったソ連の芸術家やアゼルバイジャンの芸術家の作品、またアドリアーン・ブラウエルやアドリアーン・ファン・オスターデといったオランダのも所蔵している。

## 参照
1. ↑  Breathing Life Back Into Art The National Art Museum （英語）